# Nikolai Chernetsky
Nikolai Nikolayevich Chernetsky  (russo:  Николай Николаевич Чернецкий; Frunze, 29 de novembro de 1959) é um ex-atleta soviético, campeão olímpico em Moscou 1980. Conquistou a medalha de ouro no revezamento 4x400 m junto com Viktor Markin, Remigijus Valiulis e Mikhail Linge.
No inaugural Campeonato Mundial de Atletismo em Helsinque 1983, foi campeão mundial também integrando o revezamento 4x400 m soviético.